# Kreissparkasse Bautzen
Die Kreissparkasse Bautzen (obersorbisch Wokrjesna nalutowarnja Budyšin) ist eine öffentlich-rechtliche Sparkasse mit Sitz in der sächsischen Stadt Bautzen. Eingetragen ist sie beim Amtsgericht Dresden unter der Registernummer HRA-Nr. 3877. Sie ist Mitglied im Ostdeutschen Sparkassenverband und über diesen dem Deutschen Sparkassen- und Giroverband angeschlossen. Die Kreissparkasse Bautzen ist eine Anstalt des öffentlichen Rechts. Ihr Träger ist der Landkreis Bautzen.

## Geschäftszahlen
Die Kreissparkasse Bautzen wies im Geschäftsjahr 2023 eine Bilanzsumme von 2,157 Mrd. Euro aus und verfügte über Kundeneinlagen von 1,82 Mrd. Euro. Gemäß der Sparkassenrangliste 2023 liegt sie nach Bilanzsumme auf Rang 226. Sie unterhält 34 Filialen/Selbstbedienungsstandorte und beschäftigt 290 Mitarbeiter.

## Geschichte
Am 18. Dezember 1832 gründete der Kaufmann Gustav Eduard Heydemann die „Sparkassen- und Leihanstalt Bautzen“ in der Kesselstrasse 5. Im Jahr 1850 wurde eine Sparkassenordnung erlassen, die bereits den noch heute vorhandenen öffentlichen Auftrag von Sparkassen feststellte.
In den folgenden Jahren erhöhte sich das Sparguthaben stetig, bereits 1870 wurde ein Guthaben von 6 Millionen Mark auf 19.372 Sparbüchern verwaltet. Das Wachstum kam, wie bei allen Bankhäusern, zu Zeiten der Inflation (1919–1923) praktisch zum Erliegen. Durch hohen Werbeaufwand musste der Sparsinn der Bevölkerung neu entwickelt werden. Im Jahr 1931 folgte der Umzug in den Neubauteil des gemeinsamen Sparkassen- und Museumsgebäudes am Kornmarkt 1.